# TPS Rumia
Le  TPS Rumia  est un club féminin de volley-ball polonais, basé à  Rumia, et évoluant au plus haut niveau national, Liga Siatkówki Kobiet.

## Effectifs

### Saison 2010-2011
Entraîneur : Jerzy Skrobecki  Pologne 